# Carlo Holse
Carlo Holse (Kopenhagen, 2 juni 1999) is een Deens voetballer die bij voorkeur als rechtervleugelspeler speelt. Hij verruilde FC Kopenhagen in januari 2020 voor Rosenborg BK.

## Clubcarrière
Holse begon te voetballen bij de jeugd FC Kopenhagen. In 2017 maakte hij de overstap naar de eerste ploeg van Kopenhagen. Op 23 september 2017 maakte Holse zijn debuut in de Superligaen in de met 4–0 gewonnen thuiswedstrijd tegen Silkeborg IF. Elf minuten voor tijd kwam Holse Pieros Sotiriou vervangen. Op zijn eerste doelpunt in de nationale competitie was het wachten tot 26 augustus 2018. Hij scoorde het tweede doelpunt op aangeven van Viktor Fischer in de met 3–2 gewonnen thuiswedstrijd tegen SønderjyskE. In 2019 werd hij kortstondig verhuurd aan Esbjerg fB. In januari 2020 tekende hij voor een bedrag van €560.000 bij Rosenborg BK.

## Clubstatistieken
| Seizoen     | Club          | Competitie  | Competitie | Competitie | Beker | Beker | Internationaal | Internationaal | Totaal | Totaal |
| Seizoen     | Club          | Competitie  | Wed.       | Dlp.       | Wed.  | Dlp.  | Wed.           | Dlp.           | Wed.   | Dlp.   |
| ----------- | ------------- | ----------- | ---------- | ---------- | ----- | ----- | -------------- | -------------- | ------ | ------ |
| 2017/18     | FC Kopenhagen | Superligaen | 8          | 0          | —     | —     | —              | —              | 8      | 0      |
| 2018/19     | FC Kopenhagen | Superligaen | 10         | 1          | —     | —     | —              | —              | 10     | 1      |
| Club totaal | Club totaal   | Club totaal | 18         | 1          | 0     | 0     | 0              | 0              | 18     | 1      |

Bijgewerkt op 4 januari 2019

## Interlandcarrière
Holse doorliep verschillende nationale jeugdploegen. Hij maakte onder meer deel uit van de nationale U17-ploeg op het EK 2016 (U17) in Azerbeidzjan.
1 Hansen ·
2 Reitan ·
3 Augustinsson ·
4 Hoff ·
5 Skjelbred ·
7 Henriksen  ·
8 Konradsen ·
9 Islamović ·
10 Molins ·
11 Holse ·
14 Wiedesheim-Paul ·
15 Eyjólfsson ·
16 Hovland ·
18 Zachariassen ·
20 Tagseth ·
22 Vecchia ·
24 Tangvik ·
25 Andersson ·
26 Šerbečić ·
27 Sæter ·
35 Ceide ·
Tettey ·
Coach: Hareide